# Phoma apiicola
Phoma apiicola är en lavart som beskrevs av Kleb. 1910. Phoma apiicola ingår i släktet Phoma, ordningen Pleosporales, klassen Dothideomycetes, divisionen sporsäcksvampar och riket svampar.   Inga underarter finns listade i Catalogue of Life.